# Comarque de Chantada

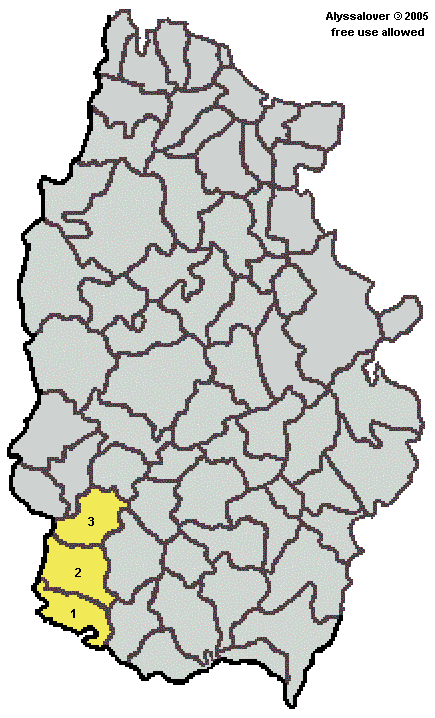
Localisation des trois communes de la comarque de Chantada dans la province de Lugo.

Chantada  est le nom d’une comarque au sud de la province de Lugo en Galice (Espagne). C’est aussi le nom de la commune qui en est le chef-lieu. La comarque est composée de trois communes : Carballedo, Chantada et Taboada.
Le district est doté d’un riche patrimoine en art roman, vignobles et légendes. 